# سو مونغ
سو مونغ (بالبورمية: စိုးမောင်၊ ဦး)‏ هو سياسي ميانماري، ولد في 20 ديسمبر 1952 في Yesagyo ‏ في ميانمار. نشط حزبياً في Union Solidarity and Development Party ‏. وقد انتخب Member of the House of Representatives of Burma ‏.